# Station Kalundborg
Station Kalundborg is een treinstation in Kalundborg, Denemarken. Het station is geopend op 30 december 1874 en is het eindstation op de lijn Roskilde - Kalundborg.